# جان هاروارد
جان هاروارد (۱۶۰۷–۱۶۳۸) کشیشی بود که ۴۰۰ جلد کتاب به کتابخانهٔ دانشگاه هاروارد و همچینین مبلغ ۷۷۹ پوند به این دانشگاه کمک نمود.
بنا بر منابع رسمی هاروارد، تأسیس این دانشگاه، نه توسط یک فرد که حاصل تلاش جمعی بوده‌است؛ لذا جان هاروارد نه به عنوان بنیانگذار، بلکه به عنوان یکی از بنیانگذاران این دانشگاه شناخته می‌شود. هر چند به موقع بودن و سخاوت بسیار زیاد او در این مهم، او را به عنوان مفتخرترین این بنیانگذاران تبدیل کرده‌است و نام دانشگاه هاروارد به افتخار وی است.